# Sethi I.
Seti I. (také řecky Sethos, egyptské Seti je odvozené od jména boha Suteha), byl faraonem 19. dynastie, která je charakteristická jednak svými válečnými výpravami proti Chetitům, monumentálními stavbami, obnovení mocenského postavení Egyptu v severních oblastech Syro-Palestiny a rozvojem obchodních vazeb s Levantou.

## Život

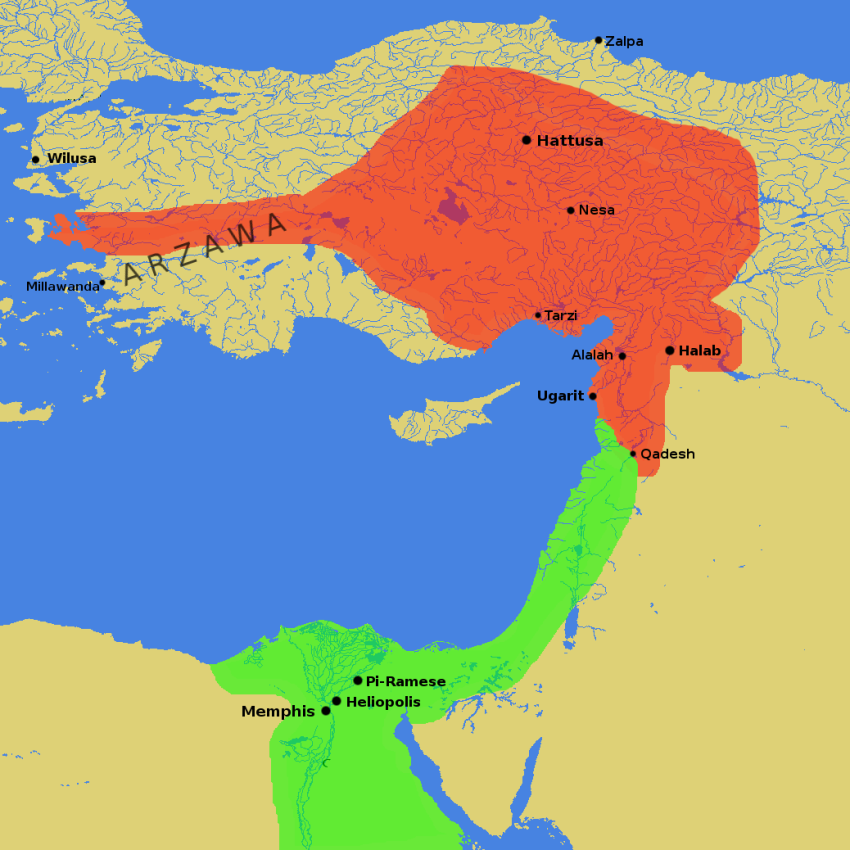
Mapa expanze Chetitů v ~1300 př. n. l.

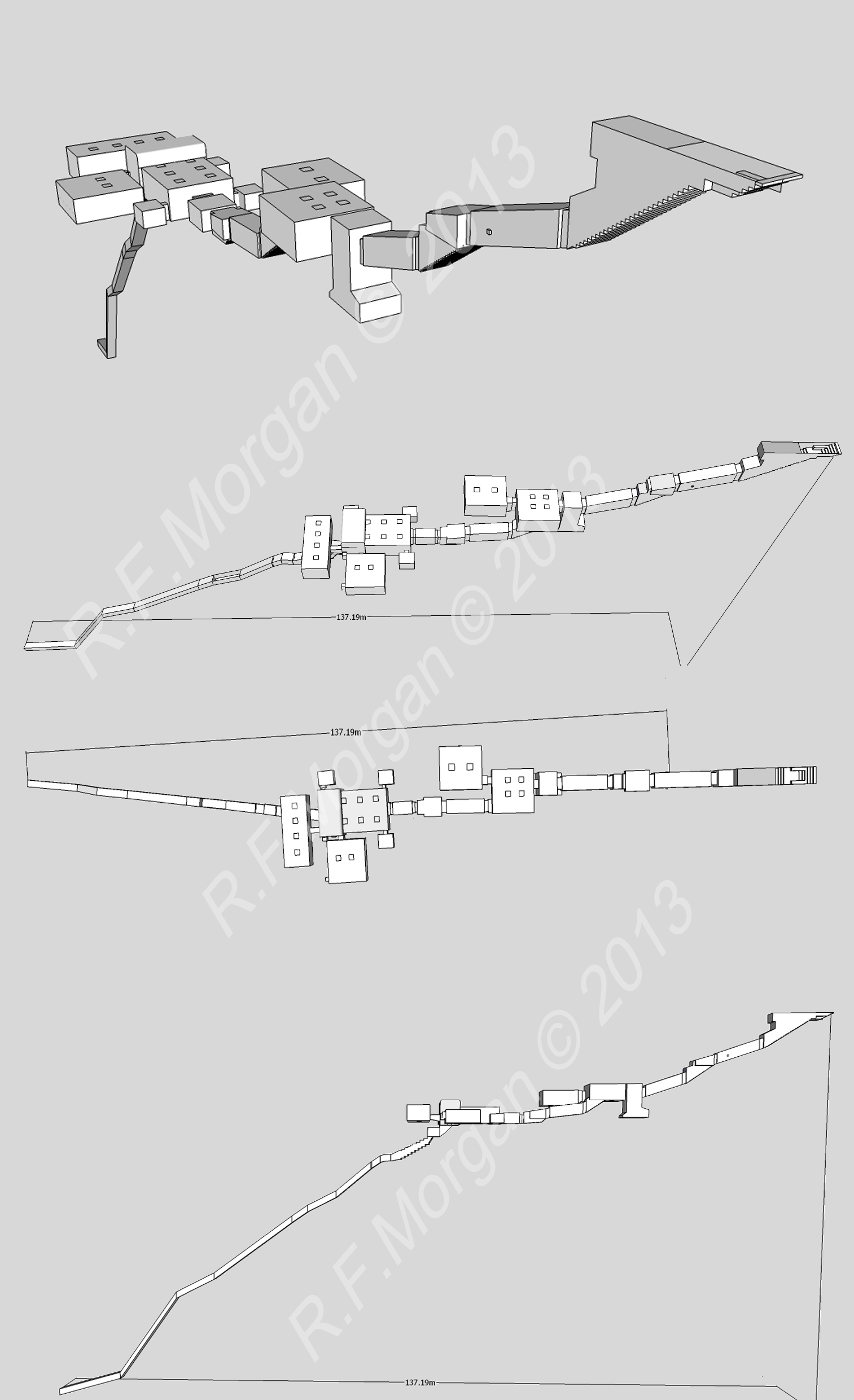
Model hrobky KV17 v Údolí králů

Otcem Setiho I. byl Ramesse I., původně vojenský velitel egyptské armády, vrstevník předchozího faraona Haremheba, který po chaotickém Amarnském období stabilizoval egyptskou říši, jak vnitřní mocenskou strukturu, tak i vnější vazalské vazby v Syro-Palestincké oblasti. Otec Ramesse I. zemřel po 16 měsících vlády. Synovi Setimu bylo přibližně 20–25 let když byl 30. června 1290 korunován na faraona, přitom už za vlády otce byl jeho spoluvládcem se zkušenostmi s vedením armády. Takže již v prvním roce své vlády vedl úspěšnou expedici do Sýrie a území u východního pobřeží Středozemního moře.
Od vlády Achnatona a jeho následníků se v Syro-Palestinském území dost významně změnily politicko mocenské poměry. Dřívější a snad i spojenecké vazby na říši Mitanni se rozpadly agresívní expanzí Chetitů, v době vlády Haremheba zejména chetitského krále Muršiise II.. Seti I. svedl během své jedenáctileté vlády mnohé válečné střety na severu, západě a konečně i na jihu v Nubii. Velikost armády v jeho vrcholném období dosahovala až 100 tisíc mužů včetně zabezpečovacích složek.
Zemřel 18. května 1279, nástupce se stal jeho syn Ramesse II., který již od 9. roku Setiho vlády byl vyhlášen za korunního prince a formálně i jeho spoluvládcem. Mumie v dobře zachovaném stavu byla nalezena 1881 v hrobce nejvyššího kněze Pinudjema II. v Dér el-Bahrí. Podle antropologického nálezu se dožil téměř 40 let, zemřel nejspíše na neurčenou nemoc.

## Vojenské expedice na záznamech v Karnaku
Celá doba vlády Setiho I. se odehrávala ve stavu válečných expedicí k ochraně severních hranic Egypta, zejména střety s Chetity, ale také ve východní částí Sýrie proti nomádským kmenům. Byla to také tažení proti vzpourám v deltě Nilu a vůči infiltraci Lýbijců ze západní pouště. Na jihu se stále upevňovala hranice s Núbií. Některé významnější vojenské úspěchy byly zaznamenány na pylonech v Karnaku nebo na stélách nalezených v hraničních oblastech říše.
- 1. rok vlády – potlačení vzpoury proti semitským kočovným kmenům („Shasu“) v Levantě, okupace Palestiny a jižní Sýrie; zápis je na stéle z Beth Shan[9]

Dobrý Bůh, Slunce Egypta, Měsíce a všech zemí, bůh Moncu v cizích zemích nepřemožitelný, mocný jako Baal; není nikdo kdo by k němu přistoupil v den nastupujících bojových šiků do bojové linie. On má rozšířit hranice Egypta až do nebe na každé straně. Rebelové neznají, jak budou moci utéci, a poražený Shasu, který byl -, - - jeho majestátem již nebude existovat...
Zápis o bojích proti „Shasu“ v hypostylovém chámu v Karnaku
- upevnění vlády v Fénicii, na východním pobřeží Středozemního moře a zabezpečení přístupu k moři;
- ve 2.–3. roce vlády obnovil vládu nad údolím řeky Orentes (pramenící v Libanonu, protékající Sýrií a Tureckem);
- vojenský střet s armádou Chetitů, v jižní části původní říše Mitanni poblíž města Kadeš, které však nepřemohl a oslaben ustoupil do nilské delty;
- v deltě Nilu potlačil vzpouru invazních kmenů z Libye;
- v Kanaánu opevnil hranice stavbou pevností se stálou posádkou;
- tažení v Palestině a v Izraelské planině, dále až k městům Tyre a Ullaza[p 3] v Libanonu u pobřeží Středozemního moře.

Výčet vojenských tažení, podle výpovědí na stélách a sloupech v Karnaku, není asi úplný, nicméně dokumentuje usilovnou snahu Setiho upevnit vládu Egypta v Levantě. Nicméně boje proti Chetitům pokračovaly dalších asi 70 roků.

## Monumentální stavby
Historií 19. dynastie se prolínají mnohé okázalé stavby, které měly demonstrovat sílu a bohatství panovníků, zaznamenávaly se zde scény z vítězných bitev, včetně zápisů o heroických činech faraonů a jeho armád. Seti I. vybudoval několik velkolepých dochovaných památek. Zřejmě nejvýznačnější je dokončení sloupové kolonády v Karnaku. Podle zápisu na stéle nalezené u Gebel el-Silsila, nejužší části řečiště Nilu, (6. rok vlády) podle které zde nechal vytesat pískovcové sloupy pro svůj chrám v Karnaku, vzdáleného po Nilu asi 100 km. Četné stavby byly zasvěceny památce otce Ramesse, jako je zádušní chám u vesnice Kurna na západním břehu Nilu. V neposlední řadě to je zádušní chrám v Abydosu s bohatou uměleckou výzdobou.. Uvedené stavby v 19. dynastii se vyznačují sofistikovanou architekturou monolitických objektů s vnitřní bohatou uměleckou výzdobou ze života vládce, jeho válečných úspěchů a sounáležitost se uctívanými bohy. Scény na stavbách, zejména v Karnaku a chrámu v Abydosu, obsahují popisy válečných výprav, které jsou podkladem pro historické interpretace dění v říši. To vše dokumentuje fungující vládnoucí struktury, existující systém vedení staveb, jejich uměleckých výzdob prováděných podle předem stanoveného scénářů. Obdivuhodné jsou i používané technologie stavebních prací, přetrvávající tisíciletí a dokládající vysokou kulturu prosperující říše.

## Hrobka KV17
Hrobku objevil a otevřel G. Belzoni v 1817Seti I. si začal budovat hrobku již za života otce Ramesse I. v jihovýchodní části údolí. Byla vybudována podle připraveného plánu. Sestává ze sedmi koridorů a deseti komor, které jsou bohatě dekorovány malbami ze život faraona, jeho spojení se představami zádušního života mezi ochrannými bohy. Hrobka svými rozměry patří k nejrozsáhlejším v Údolí králů. Od objevu Belzonim byla hrobka několikrát prozkoumávána včetně nezbytné konzervace maleb a úprav proti průniku dešťových záplav. Promáčené stěny se bortily a část z nich (sarkofág) byly vyjmuty již v letech 1824 až 1845 a uloženy v muzeích. Nachází se v Louvru a v Berlíně. Poslední záchranné práce se realizovaly v letech 1960 a později v roce 2010, kdy byl objeven a prozkoumán další zahloubený tunel se schodištěm, takže celková délka se zvětšila na 174 m. Tato část však již nebyla původně dokončena.
| Max. výška | Min.šířka | Max. šířka | Celková délka | Celková plocha | Celkový objem |
| 6,05 m     | 0,66 m    | 13,19 m    | 174 m         | 649,04 m2      | 1900 m3       |

## Fotogalerie

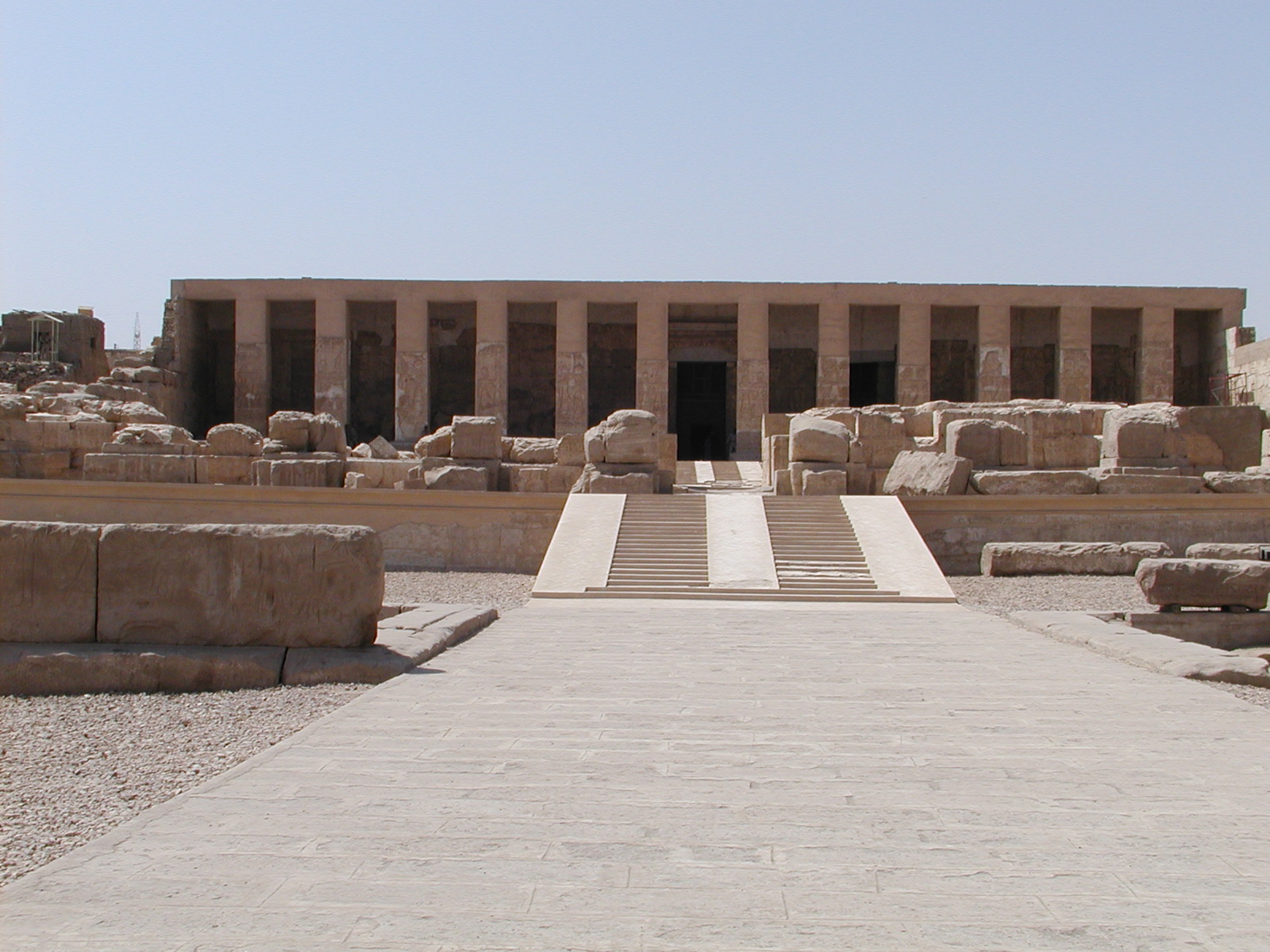
Setiho velký chrám v Abydosu
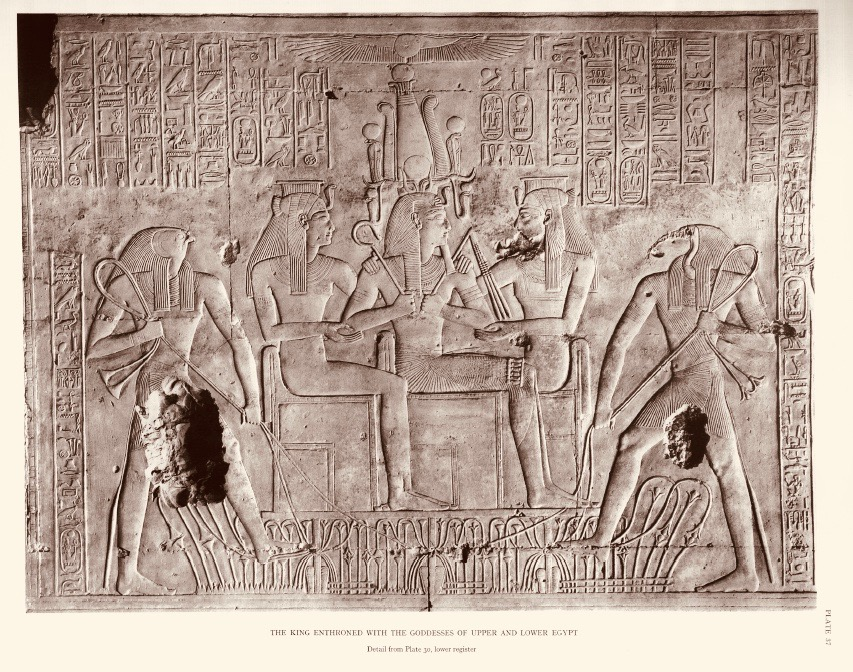
Seti I. je korunován bohy Amen-Re, Re-Harakhti a Ptahem
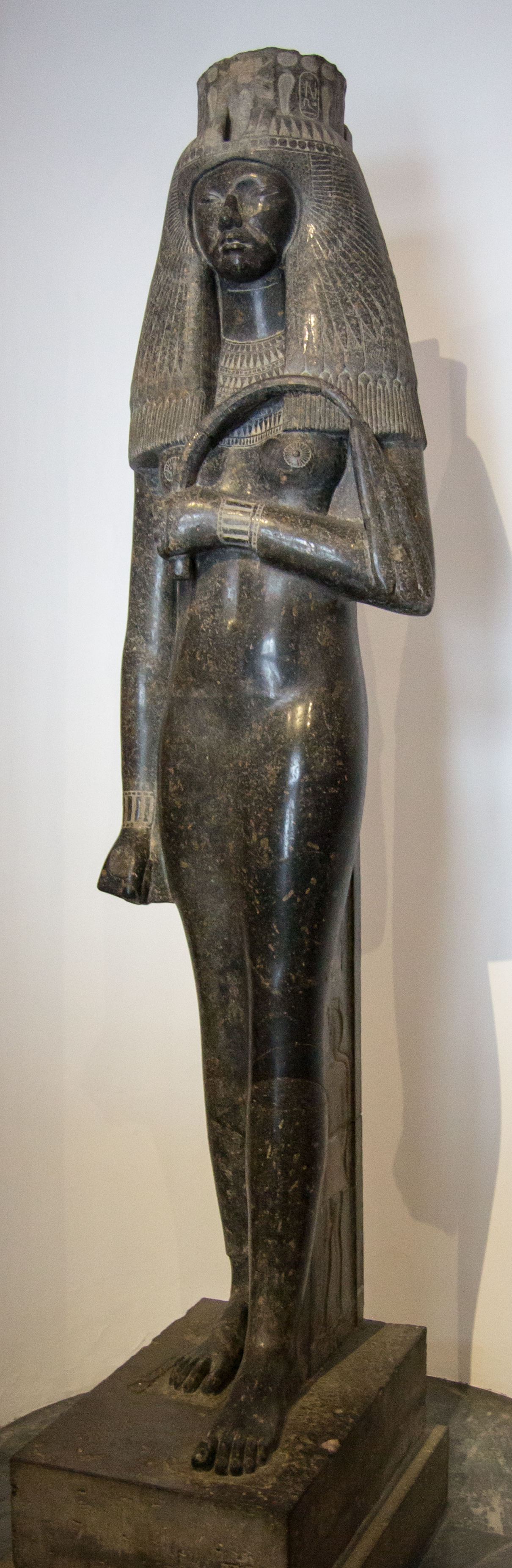
Socha královny Tuya, manželky Setiho I.
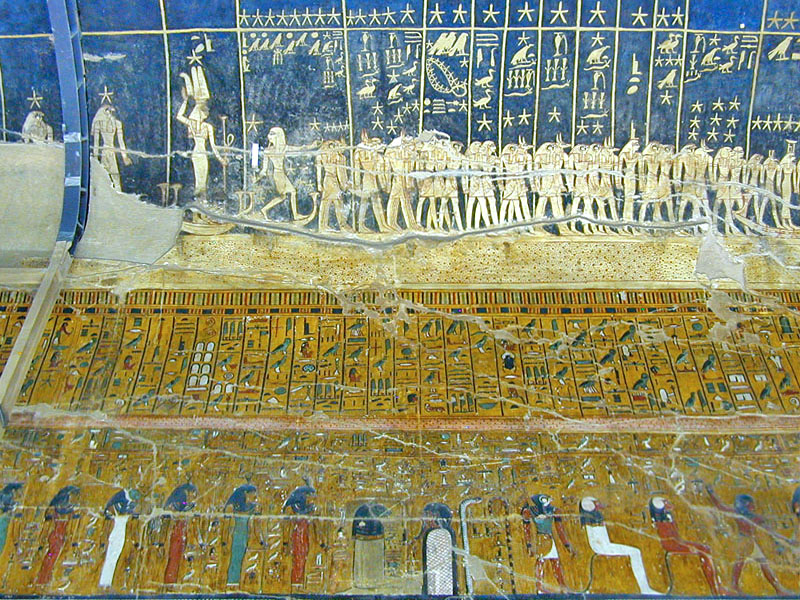
Scéna z výzdoby hrobky KV17
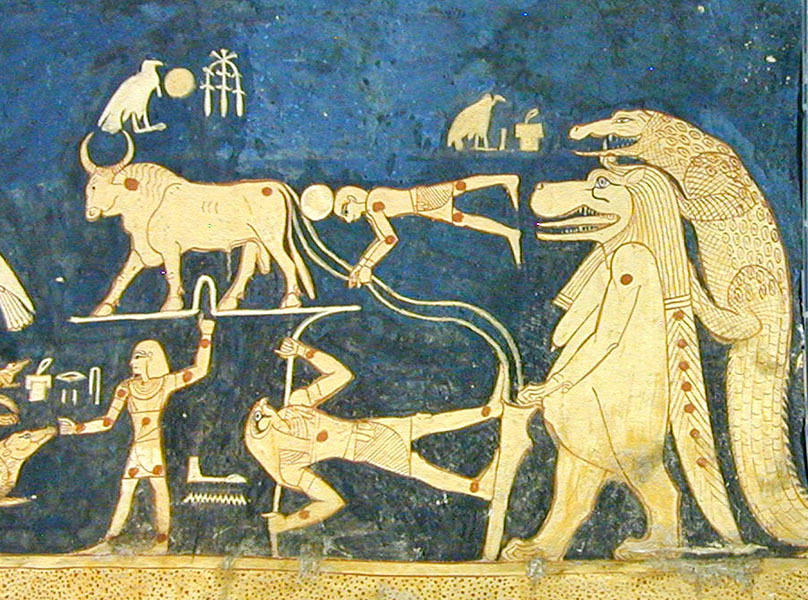
Detail astronomického stropu pohřební komory
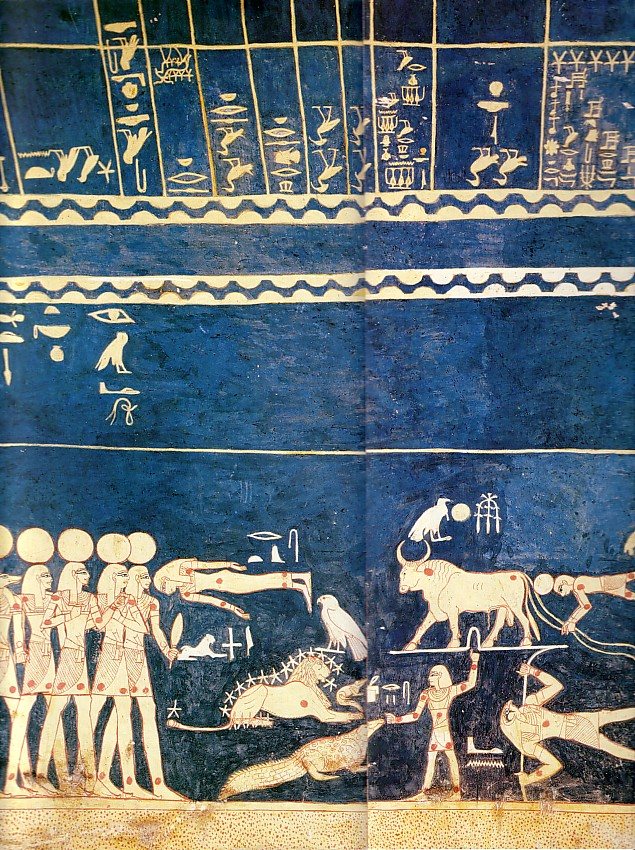
Freska na stěně hrobky KV17
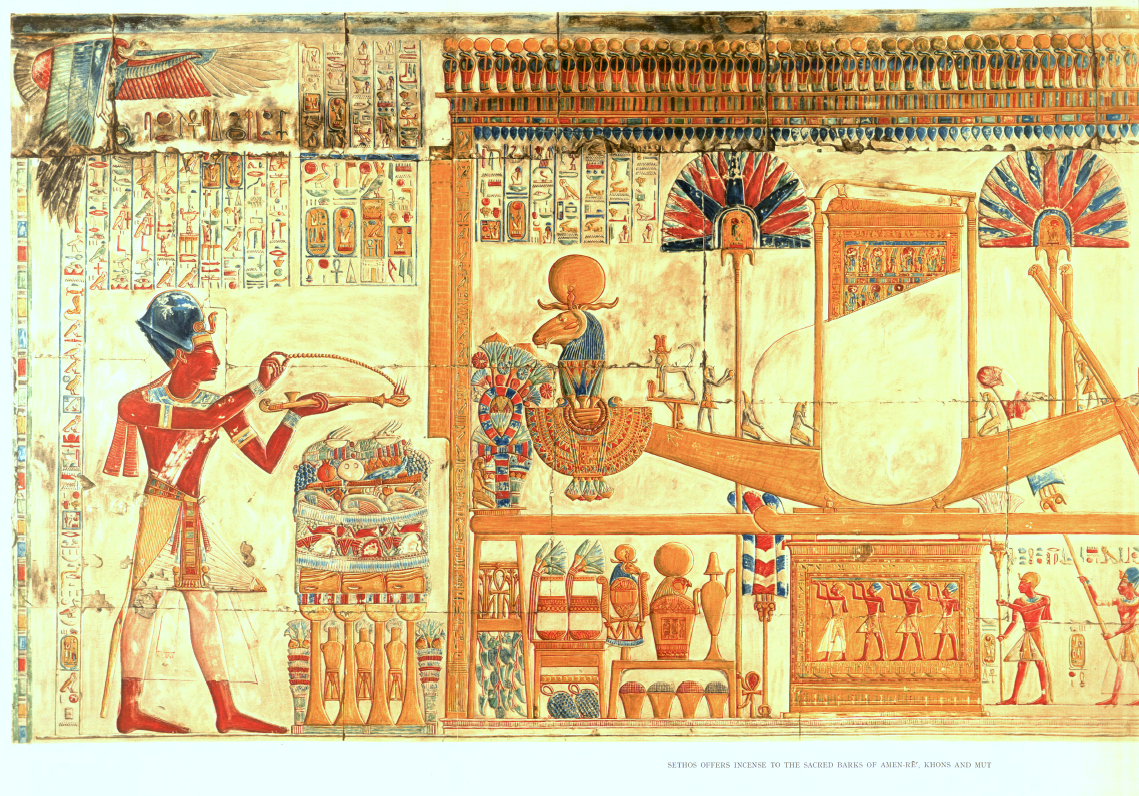
Seti obětuje kadidlo svaté bárce Amon-Re
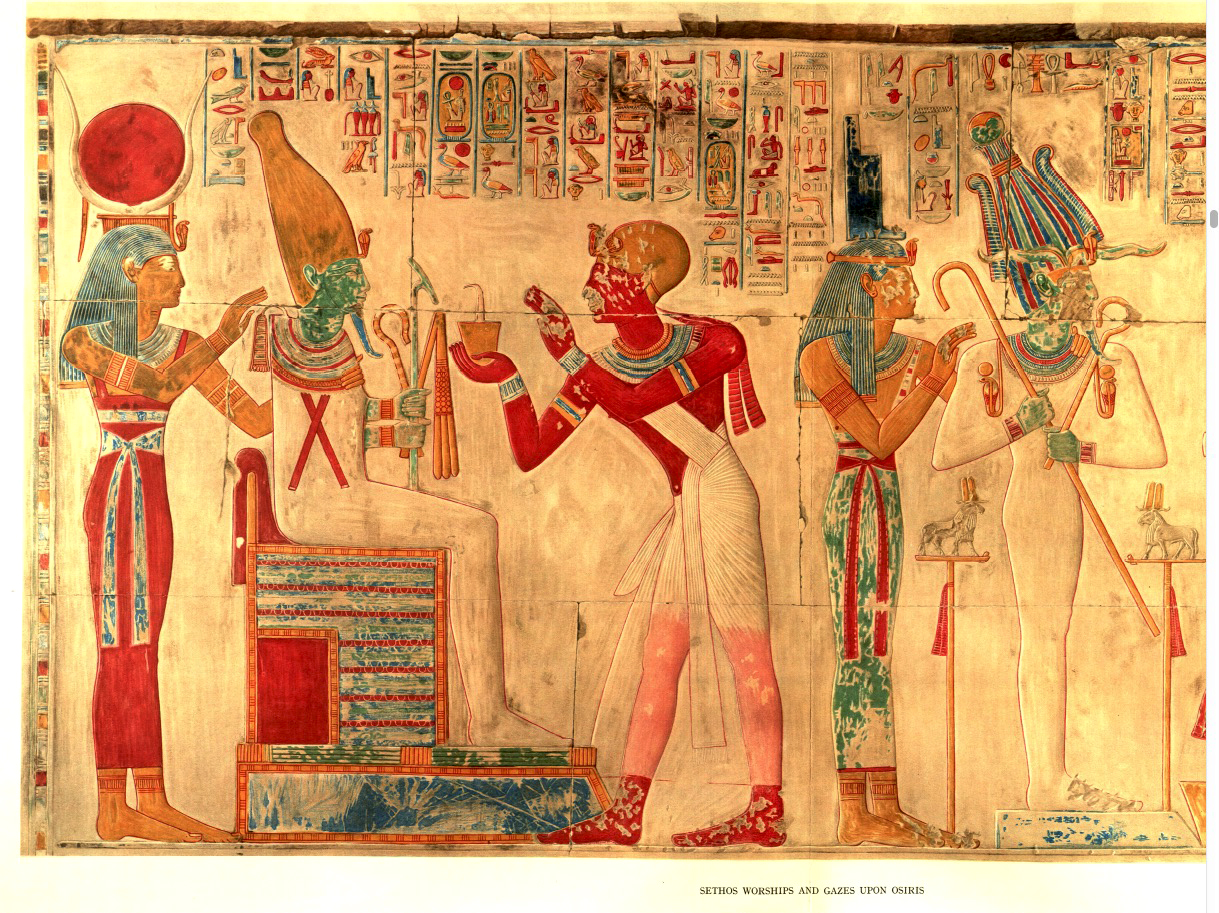
Uctívání a pohled na Osirise; kaple chrámu v Abydsou
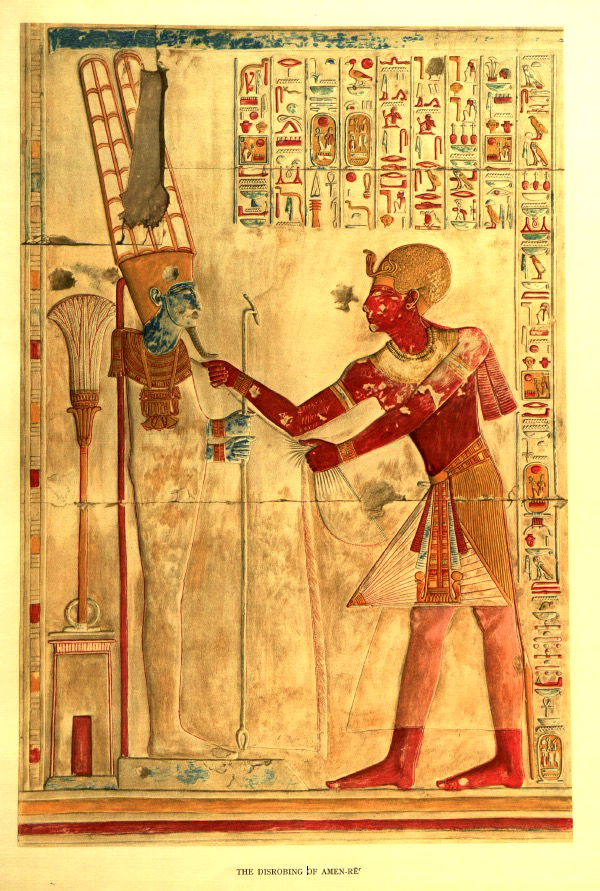
Seti I. odkrývá boha Amen-Re
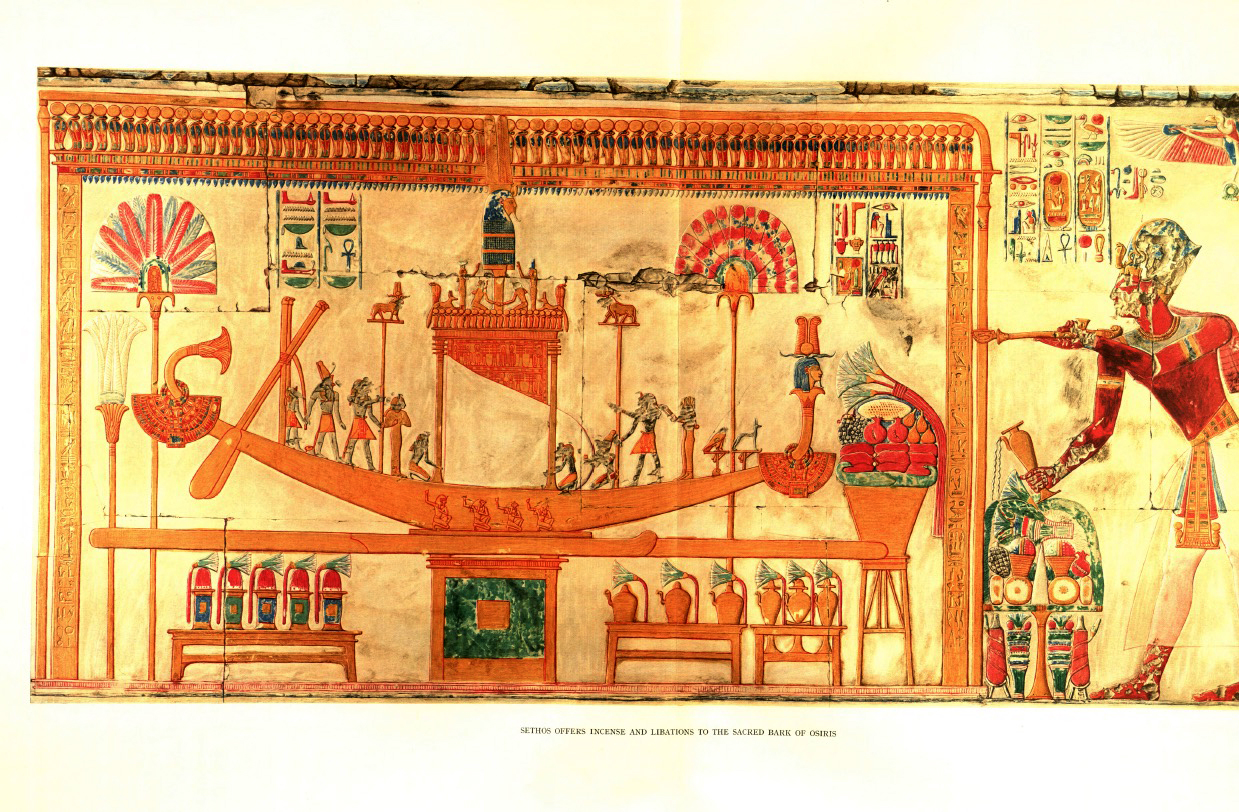
Seti nabízí kadidlo a nápoj bárce Osirise
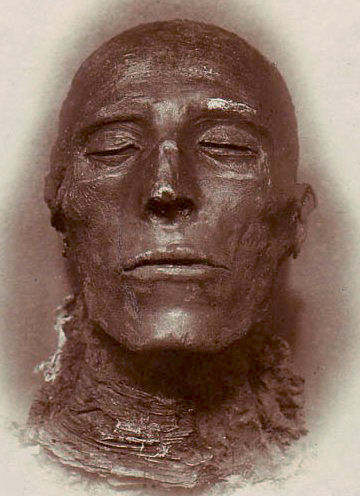
Mumie faraona Seti I.